# Blacksmith Scene
Blacksmith Scene (en català L'Escena del Ferrer), també coneguda com a Blacksmith Scene #1 i Blacksmithing Scene, és un curtmetratge mut en blanc i negre nord-americà de l'any 1893, dirigit per William K.L. Dickson, l'inventor escocès-francès que, mentre estava treballant per a Thomas Edison, va desenvolupar una de les primeres càmeres cinematogràfiques totalment funcionals. És històricament important com la primera pel·lícula cinetoscòpica mostrada en exhibició pública el 9 de maig de 1893, i és el primer exemple conegut d'actors que interpreten un paper en una pel·lícula. 102 anys més tard, al 1995, la Blacksmithing Scene va ser seleccionada per a la seva preservació al National Film Registry dels Estats Units per la Biblioteca del Congrés com a "important cultural, històricament o estèticament". És la segona pel·lícula més antiga inclosa al registre, després de Newark Athlete (1891).

## Producció
La pel·lícula va ser produïda per la Edison Manufacturing Company, que havia començat a fer pel·lícules el 1890 sota la direcció de William K.L. Dickson. Va ser filmada íntegrament a l'estudi Black Maria a West Orange, Nova Jersey, als Estats Units, que es coneix àmpliament com "el primer estudi de cinema d'Amèrica". Es creu que va ser filmada l'abril de 1893 i es va mostrar públicament a l'Institut de Brooklyn el 9 de maig de 1893.
Segons Internet Movie Database, la pel·lícula es va fer en un format de 35 mm amb una relació d'aspecte d'1,33:1. La pel·lícula estava pensada per mostrar-se mitjançant un cinetoscopi. Dickson va seleccionar una lent que funcionava millor per a primers plans mitjans i mitjans i probablement va col·locar la seva càmera a uns deu o dotze peus (que equival a una distància d'entre 3'05 metres a 3'66 metres) de l'enclusa. Els homes que apareixen no són autèntics ferrers, ni estan en una ferreria treballant amb metall: són intèrprets d'un plató fent-se passar per ferrers i entremig prenent una copa. Tot i que el fons simplement queda negre, l'equip va tenir problemes per portar una enclusa real, martells reals i davantals de cuir.

## Repartiment
Charles Kayser: ferrer
John Ott: ajudant

## Premis i nominacions
Al 1995, la Blacksmithing Scene va ser seleccionada per a la seva preservació al National Film Registry dels Estats Units.

## Estat actual
Es va trobar una impressió de 35 mm d'aquesta pel·lícula al Henry Ford Museum; és la font del negatiu que conserva l'arxiu cinematogràfic del Museu d'Art Modern. Una altra còpia es troba al Edison National Historic Site, administrat pel Servei de Parcs Nacionals. Com que la pel·lícula es va filmar abans del 1925, els seus drets d'autor han caducat; està disponible gratuïtament a la World Wide Web.